# Shed (mitologia)

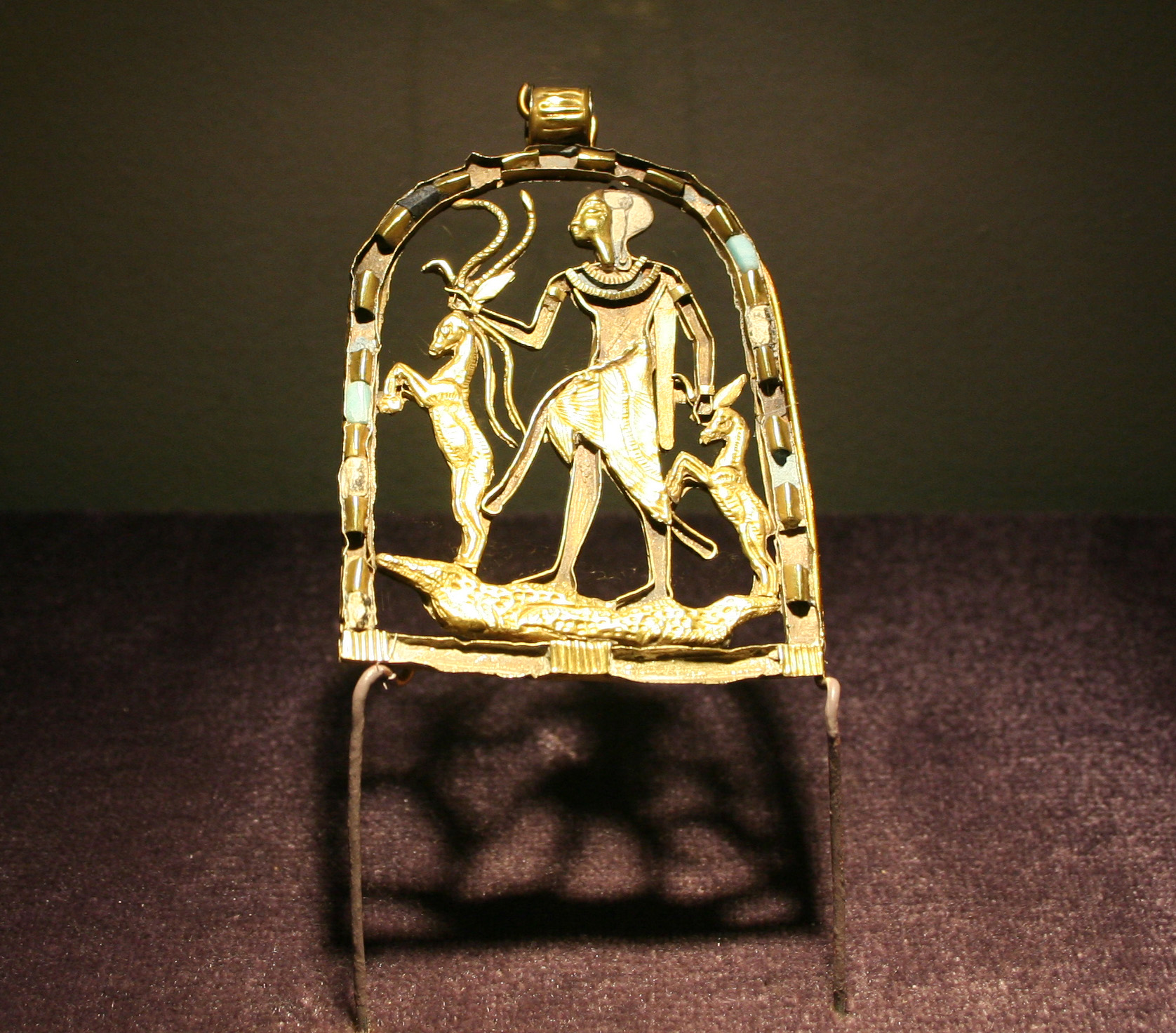
Amuleto rappresentante il giovane Shed.

Shed è il dio della caccia e il patrono dei cacciatori, nella mitologia egizia.
L'iconografia lo rappresenta come un ragazzo armato con arco e frecce, oppure con gli animali catturati al laccio. Spesso viene raffigurati assieme al dio Horus, e in alcuni casi è stato identificato con Horus e in particolare con Horus bambino.